# Imanol Bolinaga
Imanol Bolinaga Bengoa (Mondragón, 1 de enero de 1933 -Ibíd. 9 de mayo de 2013) fue un empresario y político nacionalista vasco español.

## Biografía
Técnico de turismo, desarrolló su actividad profesional como consejero, gerente o director de varias empresas ubicadas en el País Vasco. En el terreno político, fue activo militante desde 1950 del Partido Nacionalista Vasco (PNV) en la clandestinidad durante la dictadura franquista. En las elecciones municipales de 1983 fue elegido concejal y luego alcalde de Vergara, cargo que compatibilizó con el de procurador de las Juntas Generales de Guipúzcoa por el mismo período (1983-1987). Tras las elecciones municipales de 1987 perdió la alcaldía y quedó como concejal hasta 1991, tiempo en el que fue Viceconsejero de Turismo del Gobierno Vasco. Fue senador designado por el Parlamento Vasco en tres ocasiones, de 1991 a 1999 en la IV, V y VI Legislatura. Fuera de España, fue delegado del Gobierno Vasco en Bruselas, miembro de la Asamblea Parlamentaria del Consejo de Europa y de la Unión Europea Occidental (organización de defensa europea).